# Mohamed Coubageat
Mohamed Coubageat (Lomé, 16 de novembro de 1982) é um ex-futebolista profissional togolês que atuava como meia.

## Carreira
Mohamed Coubageat representou o elenco da Seleção Togolesa de Futebol no Campeonato Africano das Nações de 2000.